# اشتفان نیمکه
اشتفان نیمکه (آلمانی: Stefan Nimke؛ زادهٔ ۱ مارس ۱۹۷۸) دوچرخه‌سوار سابق اهل آلمان است.
وی در مسابقات بین‌المللی در مجموع برندهٔ ۹ مدال طلا، ۱ مدال نقره و ۱۰ مدال برنز شده‌است.